# Bruna de Paula
Bruna de Paula Almeida Aparecida (Campestre, 26 de septiembre de 1996) es una balonmanista brasileña. Juega para el Gyori Audi ETO KC de Hungría y la selección nacional de Brasil.

## Trayectoria

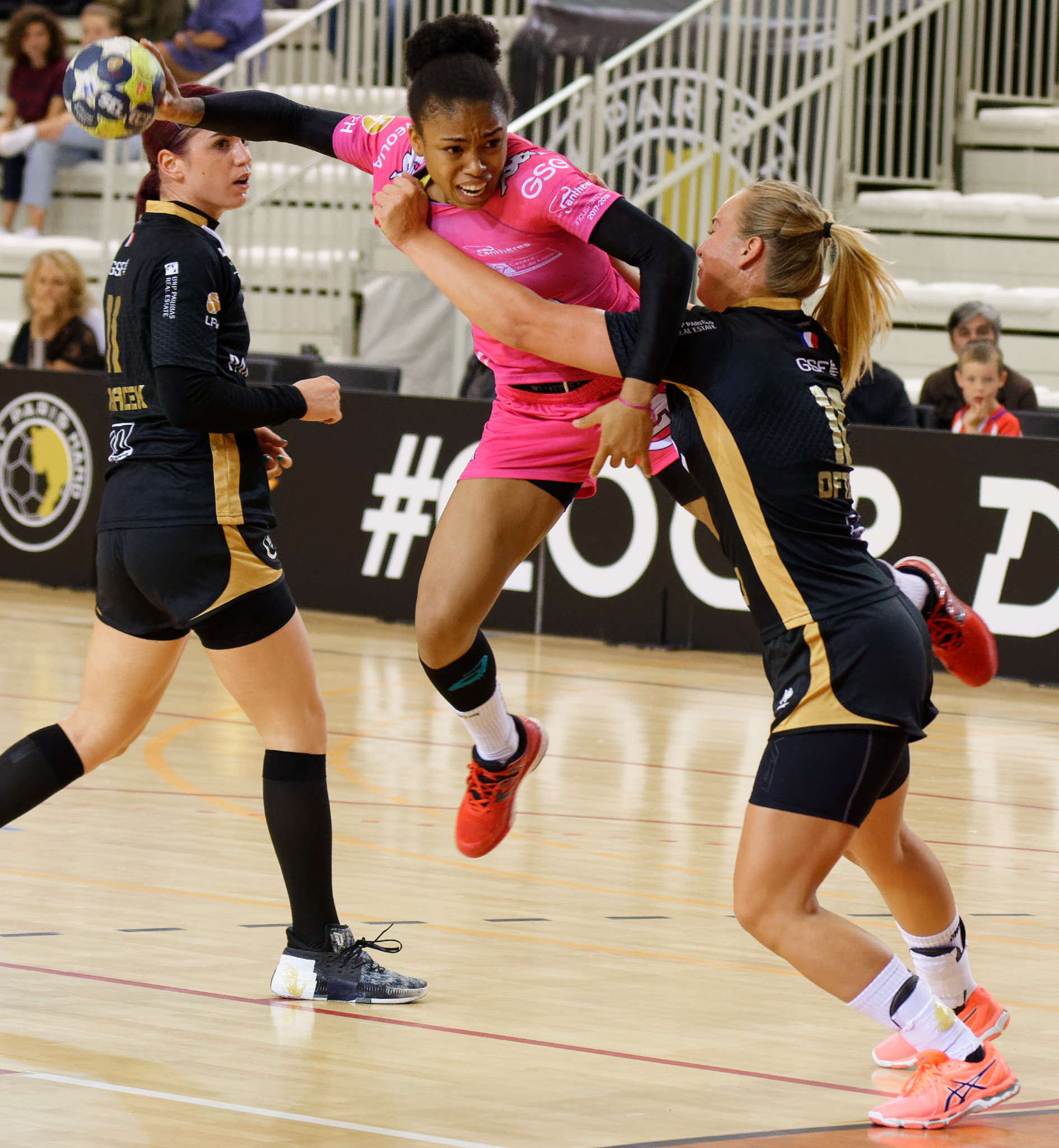
Bruna de Paula jugando para Fleury Loiret, foto de 2017.

Nacida en la ciudad de Campestre, al sur de Minas Gerais, de origen humilde, tuvo que vender paletas y trabajar en un taller mecánico para ayudar económicamente a su familia. Comenzó a jugar en São José dos Campos, São Paulo.
En 2015, fue seleccionada para jugar con la Selección femenina de balonmano de Brasil en el Campeonato Mundial de Balonmano Femenino celebrado en Dinamarca, siendo eliminada en octavos de final por la Selección Rumana. Al año siguiente, ganó la medalla de oro en el Campeonato Panamericano Femenino Sub-20, su primera medalla con la selección nacional. Poco después fue contratada por Fleury Lorient en Francia, después de varios años en el equipo São José Handebol.
En 2021, compitió en los Juegos Olímpicos de Tokio 2020. También compitió en los Juegos Olímpicos de París 2024. En esa edición, además de De Paula, la selección brasileña contaba con otras cuatro jugadoras LGBT, Gabriela Moreschi, Patricia Matieli, Adriana Cardoso de Castro y Babi Arenhart. De Paula inició una relación romántica con la también balonmanista Csenge Fodor.